# ¡Es de Noche! ... Y ya llegué

¡Es de Noche! ... Y ya Llegué! fue un late-night-show, presentado por René Franco, donde Presentaba situaciones de comedia, entrevistas, música y temas de actualidad.

## Mecánica del Programa
Este show presentaba entrevistas y musicales con un toque sarcástico y humorístico. Para esto, René estaba acompañado de grandes personalidades del ámbito social, artístico, deportivo o político.
Presentaba musicales en vivo realizados por el grupo musical Martín Sobrino y Los Dueños del Segundo Piso, quienes acompañan a grandes artistas.

## Invitados
María Conchita Alonso, Edith González, Ana Serradilla, Ruth Vazquez, Lucía Méndez (actriz), Arturo Carmona, Alfredo Adame, Gabriel Soto, Sabrina Sabrok, Raúl Araiza Herrera, Yolanda Andrade (actriz), Juan Carlos Casasola, Bianca Marroquín, Juan Carlos Nava.